# White Dawg
White Dawg es una estrella del rap estadounidense. Es conocido por su estilo crunk y ser uno de los pocos raperos blancos que han tenido éxito en la industria.

## Su carrera temprana yThug Ride
White Dawg nació en Alabama, y pasó la mayor parte de su niñez en Broward County, Florida. Interesado en el rap desde una edad muy temprana, llegó a ser famoso en el underground del hip-hop del sureste de los Estados Unidos en 1994 por su canción popular "I Wanna Lick the Pussy." 
En 1999 White Dawg lanzó su canción "Restless", que obtuvo la posición del "top 20" de Billboard. También en 1999, lanzó su primer álbum independiente, llamado Thug Ride.

## Su carrera como artista independiente
Después del éxito de Thug Ride, lanzó otro álbum popular, Animosity. También trabajaba con Pastor Troy en la producción de la canción "FL Boy." White Dawg ha trabajado con otro artistas de hip hop, incluyendo Dozia Slim, Blac Haze, Guru de Gang Starr, Skull Duggery, y Lil' Flip.

## Su Obra

### Discografía
- Thug Ride (1999)
- Animosity (2002)
- Bonified Platinum (2004)